# Punta Las Torres
Punta Las Torres ist eine Landspitze im Norden der Livingston-Insel im Archipel der Südlichen Shetlandinseln. Auf der Westseite des Kap Shirreff, dem nördlichen Ausläufer der Johannes-Paul-II.-Halbinsel, bildet sie die nördliche Begrenzung des Playa Del Lobero.
Wissenschaftler der 45. Chilenischen Antarktisexpedition (1990–1991) benannten sie so, da die zwei Felssäulen, aus denen die Landspitze besteht, sie an Türme (spanisch torres) erinnerten.